# Prima guerra del Monferrato
La prima guerra del Monferrato è una guerra durata dal 1613 a 1617, scoppiata a causa di una crisi nella successione del Monferrato.

## Antefatto
Il ducato del Monferrato si trovava in una posizione importante per connettere il ducato di Milano (allora controllato dal regno di Spagna) con il porto di Genova, alleata spagnola. Dallo scoppio della guerra delle Fiandre era inoltre una via di passaggio per gli eserciti attraverso i vari domini degli Asburgo. La Spagna era riuscita dal 1559 ad assicurarsi il controllo del feudo facendo in modo che finisse nelle mani dei Gonzaga, duchi di Mantova, alleati degli Imperiali, grazie al matrimonio del Duca Federico II Gonzaga con Margherita Paleologa, erede del marchesato di Monferrato (che era un feudo imperiale ereditabile anche in linea femminile, elevato poi a ducato nel 1574), nonostante i Savoia vantassero diritti sull'area.
Il 22 dicembre 1612 il duca Francesco IV Gonzaga morì senza lasciare figli maschi. Gli sopravviveva solo Maria, figlia di sua moglie Margherita di Savoia e a sua volta nipote del duca di Savoia; di conseguenza il duca di Savoia Carlo Emanuele I sostenne di dover esercitare la tutela per la giovane nipote, possibile erede dello stato(proprio per la citata successione 
femminile). Cominciarono allora lunghe trattative, finché il duca Carlo Emanuele I non decise di prendersi il ducato con la forza occupando militarmente le città di Alba, Trino, e Moncalvo. In seguito a questo improvviso colpo di mano da parte del duca di Savoia il Cancelliere Ducale Annibale Chieppio inviò l'abate Gregorio Carbonelli a Milano per denunciare al governatore Alvarez di Toledo l'aggressione e la violazione della sovranità del  Duca di Mantova sul Monferrato.

## Svolgimento

### I fase
Le forze del duca di Savoia nell'aprile del 1613 attaccarono e occuparono - come s'è detto - Alba, Moncalvo e Trino. Da lì si prepararono a prendere anche Nizza Monferrato e Casale, ma l'assedio fallì per la ferrea difesa delle truppe gonzaghesche ad opera del conte Manfrino Castiglioni. Gli Spagnoli intanto ordinarono al governatore di Milano, don Juan de Mendoza y Velasco marchese di Hinojosa, di cominciare ad ammassare truppe sul confine per fare pressione ai Savoia. Nello stesso periodo la situazione diplomatica si deteriorò velocemente per il Piemonte, che si trovò isolato, perché gli altri stati italiani volevano a tutti i costi far ritornare velocemente la pace. Il Re di Spagna Filippo III inviò al duca di Savoia un ultimatum col quale gli ordinava si evacuare le sue truppe dal Monferrato: se ciò non fosse avvenuto, il Ducato di Milano avrebbe supportato il Ducato di Mantova nelle operazioni militari. Carlo Emanuele I a questo punto propose di restituire tutti i territori conquistati, ma la Spagna richiese anche il disarmo del ducato di Savoia; trovando intollerabile la proposta, il duca rifiutò.

### II fase
Nel settembre del 1614 le truppe spagnole, partendo dal Ducato di Milano, iniziarono a fare alcune incursioni in territorio piemontese. Nel maggio 1615 si diressero ad Asti, ma furono sconfitte dai Savoiardi. La Spagna allora, a causa delle pressioni degli stati italiani (che avevano cominciato a cambiare idea dopo i successi sabaudi, considerando il duca come liberatore d'Italia) e con la mediazione della Francia (che non voleva essere esclusa) si decise a firmare il trattato di Asti del 21 giugno 1615, ottenendo un disarmo di entrambi i contendenti; i Savoia poterono comunque riprendere a sostenere i loro diritti sul Monferrato. In seguito vi fu il vigoroso contrattacco delle truppe gonzaghesche a Casale sotto il comando di Carlo Gonzaga di Vescovato  che schierò contro l'esercito sabaudo un contingente di 14 000 fanti. 

### III fase
Pensando di potere sfruttare sia il movimento a suo favore in Italia sia le recenti vittorie, nel settembre del 1616 Carlo Emanuele I mandò un nuovo esercito supportato da forze francesi, col pretesto che la Spagna non stava rispettando i termini dell'accordo (anche perché il nuovo governatore di Milano, don Pedro Álvarez de Toledo y Colonna, era avverso all'accordo raggiunto ad Asti). Le forze sabaude sconfissero inizialmente gli Spagnoli e presero Alba.
Le truppe di don Pedro però attaccarono Vercelli, conquistandola dopo 2 mesi d'assedio. Carlo Emanuele proseguiva la guerra in alleanza con i Bernesi e con mercenai tedeschi. 
A questo punto, la situazione politica si era ribaltata: Francia e Spagna volevano ristabilire gli equilibri internazionali (in quel periodo già c'erano tensioni che sarebbero sfociate di lì a poco nella guerra dei Trent'anni), mentre il Piemonte dubitava dei Veneziani, che avevano fornito denaro per la campagna, e i Veneziani non volevano un eccessivo potenziamento sabaudo. Fu quindi stabilito un capitolato di pace a Parigi il 6 settembre 1617, e poi di nuovo a Madrid il 26 settembre, in base al quale la lite tra Savoia e Gonzaga sul Monferrato fu rimessa all'Impero e vi fu il disarmo reciproco tra Spagna e Savoia con la restituzione dei territori occupati. Essa fu confermata a Pavia il 9 ottobre 1617. La serie di restituzioni andò avanti per le lunghe a causa delle reciproche diffidenze, Vercelli fu restituita dalla Spagna ai Savoia nell'estate del 1618. La pace, ritenuta onorevole per il ducato di Savoia, chiudeva la guerra senza né guadagni né perdite per Carlo Emanuele; la reputazione sabauda in Italia ne usciva incrementata.